# Autoroute AP-66 (Espagne)
L’AP-66 appelée aussi Autopista Ruta de la Plata est une autoroute espagnole située dans les communautés autonomes des Asturies et de Castille-et-León de 78 km.
Elle relie Campomanes au nord-ouest de Madrid à Léon.
Elle double la route nationale N-630
L'autoroute AP-66 est une autoroute payante espagnole qui constitue la prolongation de l'autoroute gratuite (autovia) A-66 entre Séville (Andalousie) et Gijón (Asturies).
C'est une autoroute qui contient plusieurs tunnels (7 au total) dont le Tunnel de El Negrón est le plus long avec plus de 4 km.
Elle est concédée par AUCALSA.

## Tracé
- Elle prolonge l'A-66 à l'intersection entre l'AP-71 (Léon - A-6)  et la LE-30 (Rocade sud de Léon).
- A Aralla va se connecter la future autoroute autonome CL-631 à destination de Ponferrada
- Elle poursuit vers Gijón où à hauteur de Campomanes elle change de nom et redevient l'A-66 et par la même occasion, redevient gratuite.

## Sorties
| Sorties                             | Villes                                                           |                  |
| ----------------------------------- | ---------------------------------------------------------------- | ---------------- |
|                                     | Autovia de la Ruta de la Plata Oviedo - Gijón                    | A-66             |
| 01                                  | Campomanes                                                       | N-630            |
|                                     | Péage de Campomanes                                              |                  |
|                                     | Tunnel de Entrerregueras 272–280 m                               |                  |
|                                     | Tunnel de Pando 1220–1453 m                                      |                  |
|                                     | Tunnel de Vegaviesga 230–236 m                                   |                  |
|                                     | Tunnel de El Negrón 4100–4144 m                                  |                  |
| Aire de service de Alto de Marbella |                                                                  |                  |
|                                     | Tunnel de Oblanca 650–667 m                                      |                  |
| 02                                  | Villablino - Toreno - La Pola de Gordón Ponferrada A-6           | A-631            |
|                                     | Tunnel de Cosera 220–227 m                                       |                  |
|                                     | Tunnel de Barrios 1660–1614 m                                    |                  |
| 02                                  | La Magdalena - La Robla                                          | CL-626           |
|                                     | Péage de La Magdalena                                            |                  |
|                                     | Astorga León Centre                                              | N-120 LE-20      |
|                                     | Madrid A-6 - Séville - Burgos A-231 La Corogne/Lugo A-6 León Sud | A-66 AP-71 LE-30 |